# Aşağıkekliktepe, Yavuzeli
Aşağıkekliktepe là một xã thuộc huyện Yavuzeli, tỉnh Gaziantep, Thổ Nhĩ Kỳ. Dân số thời điểm năm 2011 là 154 người.